# 甲基二氯硅烷
甲基二氯硅烷是一种有机化合物，化学式为CH4Cl2Si。它在欧盟经济区的生产量或进口量超10万吨/年。它可用于制造润滑剂、洗涤和清洁产品、纺织品、橡胶制品、塑料制品等用品。

## 反应
甲基二氯硅烷和丙烯腈在催化下反应，可以得到氰乙基(甲基)二氯硅烷。
氢化铝锂可以将其还原为甲基硅烷。